# 雪城大学橙人队
雪城大学橙人队（英語：Syracuse Orange）代表雪城大学参加国家大学体育协会（NCAA）第一级别的多项体育赛事。2013年以前雪城属于大东联盟（Big East）的成员。自大东联盟解体后，学校加入了大西洋沿岸联盟。学校的代表色为橙色，吉祥物为。

## 全国冠军
雪城大学橙人队获得过16次NCAA全国冠军：
- 男子（15次）
  - 足球（1次）：2022年
  - 篮球（1次）：2003年
  - 拳击（1次）：1936年（非官方）
  - 越野（2次）：1951年、2015年[1]
  - 袋棍球（10次）：1983年、1988年、1989年、1993年、1995年、2000年、2002年、2004年、2008年、2009年
- 女子（1次）
  - 曲棍球（1次）：2015年[2]

以下则为17次未被NCAA背书的全国冠军：
- 男子
  - 篮球（2次）：1918年、1926年
  - 越野（4次）：1919年、1922年、1923年、1925年
  - 美式足球（1次）：1959年
  - 袋棍球（4次）：1920年、1922年、1924年、1925年[3]
  - 赛艇（6次）：1904年、1908年、1913年、1916年、1920年、1978年